# Pelecopsis dorniana
Pelecopsis dorniana är en spindelart som beskrevs av Stefan Heimer 1987. Pelecopsis dorniana ingår i släktet Pelecopsis och familjen täckvävarspindlar. Inga underarter finns listade i Catalogue of Life.